# Lucie Vonkova
Lucie Voňkova (28 de febrero de 1992) es una exdelantera de fútbol checa que militó en la selección nacional de la República Checa. Además de jugar seis temporadas en su país natal, jugó seis temporadas en Alemania y dos en Holanda.
Voňková fue la máxima goleadora del torneo internacional de fútbol sala Weltklasse 2013.
Voňková fue elegida futbolista del año en los premios Futbolista checo del año (femenino) de 2016 y 2017.

## Trayectoria
Procedente de la cantera del Teplice, Vonkova comenzó su carrera en 2006 en el Slavia Praga. Tres años más tarde debutó con la selección checa, con la que ha marcado 4 goles en cinco años.
En 2012 pasó al eterno rival, el Sparta Praga, con el que debutó en la Liga de Campeones. Al año siguiente dejó Chequia y dio el salto a la Bundesliga, con el Duisburgo.

## Vida personal
En septiembre de 2018, Voňková se casó con su pareja, Claudia van den Heiligenberg. En marzo de 2021, Voňková anunció el embarazo de van den Heiligenberg en los medios sociales.